# Copa América 1989
La Copa América 1989 fue la trigésima cuarta edición de este torneo organizado por la Confederación Sudamericana de Fútbol. Fue celebrada en Brasil, entre el 1 de julio y el 16 de julio de 1989. Participaron las diez naciones miembros de la Conmebol.
El campeón fue Brasil, que venció a Uruguay por 1-0 en el último partido en el Estadio Maracaná de Río de Janeiro. De esta manera, ganó su cuarto título de la Copa América y el primero desde el Campeonato Sudamericano 1949.

## Árbitros
- Juan Carlos Loustau.
- Juan Daniel Cardellino.
- Rodolfo Martínez.
- Hernán Silva.
- Vincent Mauro.
- Óscar Ortubé.
- Elías Jácome.
- Carlos Maciel.
- Arnaldo César Coelho.
- José Ramírez.
- Jesús Díaz.
- Nelson Rodríguez.

## Organización

### Sedes
| Serra Dourada     | Fonte Nova         |
| Capacidad: 60 000 | Capacidad: 80 000  |
|                   |                    |
| Recife            | Río de Janeiro     |
| Arruda            | Maracaná           |
| Capacidad: 80 000 | Capacidad: 140 000 |
|                   |                    |

### Sistema de disputa
El torneo fue dividido en dos grupos de cinco selecciones cada uno. Dentro de cada grupo se jugó en la modalidad de todos contra todos. Las primeras dos selecciones de cada grupo avanzaron al grupo final.
La forma en que se seleccionaban las dos selecciones de cada grupo quedaba determinada de la siguiente forma:
Dos puntos se adjudicaban por partido ganado y un punto por empate. No se adjudicaba puntos por derrota.
- En caso de empate en puntos se dirimía de la siguiente manera:
  1. Mayor diferencia de goles en los partidos;
  2. Mayor número de goles convertidos;
  3. El ganador del partido entre las selecciones empatadas;
  4. Sorteo.

## Equipos participantes
| Equipos participantes | Equipos participantes | Equipos participantes | Equipos participantes | Equipos participantes |
| --------------------- | --------------------- | --------------------- | --------------------- | --------------------- |
| Argentina             | Bolivia               | Brasil                | Chile                 | Colombia              |
| Ecuador               | Paraguay              | Perú                  | Uruguay               | Venezuela             |

## Primera fase

### Grupo A
| Equipo    | Pts | PJ | PG | PE | PP | GF | GC | Dif |
| --------- | --- | -- | -- | -- | -- | -- | -- | --- |
| Paraguay  | 6   | 4  | 3  | 0  | 1  | 9  | 4  | +5  |
| Brasil    | 6   | 4  | 2  | 2  | 0  | 5  | 1  | +4  |
| Colombia  | 4   | 4  | 1  | 2  | 1  | 5  | 4  | +1  |
| Perú      | 3   | 4  | 0  | 3  | 1  | 4  | 7  | –3  |
| Venezuela | 1   | 4  | 0  | 1  | 3  | 4  | 11 | –7  |

| 1 de julio de 1989 | Paraguay                                                         | 5:2 (2:1) | Perú                     | Estadio Fonte Nova, Salvador                                              |                                                                           |
|                    | Cañete 38', 84' · Neffa 41' · Mendoza 51' · Del Solar 75' (a.g.) |           | 30' Hirano · 80' Reynoso | Asistencia: 5000 espectadores Árbitro(s): Juan Carlos Loustau (Argentina) | Asistencia: 5000 espectadores Árbitro(s): Juan Carlos Loustau (Argentina) |

| 1 de julio de 1989 | Brasil                                        | 3:1 (2:0) | Venezuela     | Estadio Fonte Nova, Salvador                                                 |                                                                              |
|                    | Bebeto 2' · Geovani 36' (pen.) · Baltazar 57' |           | 63' Maldonado | Asistencia: 35 000 espectadores Árbitro(s): Juan Daniel Cardellino (Uruguay) | Asistencia: 35 000 espectadores Árbitro(s): Juan Daniel Cardellino (Uruguay) |

| 3 de julio de 1989                                                   | Colombia                                             | 4:2 (1:0) | Venezuela          | Estadio Fonte Nova, Salvador                                            |                                                                         |
|                                                                      | Higuita 36' (pen.) · Iguarán 46', 75' · De Ávila 71' |           | 73', 88' Maldonado | Asistencia: 26 000 espectadores Árbitro(s): Rodolfo Martínez (Honduras) | Asistencia: 26 000 espectadores Árbitro(s): Rodolfo Martínez (Honduras) |
| Primer gol anotado por un arquero en la historia de la Copa América. |                                                      |           |                    |                                                                         |                                                                         |

| 3 de julio de 1989 | Brasil | 0:0 | Perú | Estadio Fonte Nova, Salvador                                     |  |
|                    |        |     |      | Asistencia: 38 200 espectadores Árbitro(s): Hernán Silva (Chile) |  |

| 5 de julio de 1989 | Perú        | 1:1 (1:1) | Venezuela     | Estadio Fonte Nova, Salvador                                               |                                                                            |
|                    | Navarro 30' |           | 29' Maldonado | Asistencia: 32 589 espectadores Árbitro(s): Vincent Mauro (Estados Unidos) | Asistencia: 32 589 espectadores Árbitro(s): Vincent Mauro (Estados Unidos) |

| 5 de julio de 1989 | Paraguay    | 1:0 (0:0) | Colombia | Estadio Fonte Nova, Salvador                                       |                                                                    |
|                    | Mendoza 51' |           |          | Asistencia: 31 500 espectadores Árbitro(s): Óscar Ortubé (Bolivia) | Asistencia: 31 500 espectadores Árbitro(s): Óscar Ortubé (Bolivia) |

| 7 de julio de 1989 | Paraguay                      | 3:0 (1:0) | Venezuela | Estadio Fonte Nova, Salvador                                            |                                                                         |
|                    | Neffa 41' · Ferreira 50', 73' |           |           | Asistencia: 38 000 espectadores Árbitro(s): Rodolfo Martínez (Honduras) | Asistencia: 38 000 espectadores Árbitro(s): Rodolfo Martínez (Honduras) |

| 7 de julio de 1989 | Brasil | 0:0 | Colombia | Estadio Fonte Nova, Salvador                                       |  |
|                    |        |     |          | Asistencia: 36 100 espectadores Árbitro(s): Elías Jácome (Ecuador) |  |

| 9 de julio de 1989 | Colombia    | 1:1 (1:1) | Perú       | Estadio do Arruda, Recife                                                   |                                                                             |
|                    | Iguarán 32' |           | 43' Hirano | Asistencia: 60 000 espectadores Árbitro(s): Juan Carlos Loustau (Argentina) | Asistencia: 60 000 espectadores Árbitro(s): Juan Carlos Loustau (Argentina) |

| 9 de julio de 1989 | Brasil          | 2:0 (0:0) | Paraguay | Estadio do Arruda, Recife                                                  |                                                                            |
|                    | Bebeto 47', 82' |           |          | Asistencia: 76 800 espectadores Árbitro(s): Vincent Mauro (Estados Unidos) | Asistencia: 76 800 espectadores Árbitro(s): Vincent Mauro (Estados Unidos) |

### Grupo B
| Equipo    | Pts | PJ | PG | PE | PP | GF | GC | Dif |
| --------- | --- | -- | -- | -- | -- | -- | -- | --- |
| Argentina | 6   | 4  | 2  | 2  | 0  | 2  | 0  | +2  |
| Uruguay   | 4   | 4  | 2  | 0  | 2  | 6  | 2  | +4  |
| Chile     | 4   | 4  | 2  | 0  | 2  | 7  | 5  | +2  |
| Ecuador   | 4   | 4  | 1  | 2  | 1  | 2  | 2  | 0   |
| Bolivia   | 2   | 4  | 0  | 2  | 2  | 0  | 8  | –8  |

| 2 de julio de 1989 | Ecuador        | 1:0 (0:0) | Uruguay | Estadio Serra Dourada, Goiânia                                       |                                                                      |
|                    | E. Benítez 88' |           |         | Asistencia: 19 000 espectadores Árbitro(s): Carlos Maciel (Paraguay) | Asistencia: 19 000 espectadores Árbitro(s): Carlos Maciel (Paraguay) |

| 2 de julio de 1989 | Argentina    | 1:0 (0:0) | Chile | Estadio Serra Dourada, Goiânia                                            |                                                                           |
|                    | Caniggia 55' |           |       | Asistencia: 40 000 espectadores Árbitro(s): Arnaldo Cézar Coelho (Brasil) | Asistencia: 40 000 espectadores Árbitro(s): Arnaldo Cézar Coelho (Brasil) |

| 4 de julio de 1989 | Uruguay                      | 3:0 (2:0) | Bolivia | Estadio Serra Dourada, Goiânia                                          |                                                                         |
|                    | Ostolaza 30', 60' · Sosa 33' |           |         | Asistencia: 8000 espectadores Árbitro(s): Arnaldo Cézar Coelho (Brasil) | Asistencia: 8000 espectadores Árbitro(s): Arnaldo Cézar Coelho (Brasil) |

| 4 de julio de 1989 | Argentina | 0:0 | Ecuador | Estadio Serra Dourada, Goiânia                                  |  |
|                    |           |     |         | Asistencia: 12 000 espectadores Árbitro(s): José Ramírez (Perú) |  |

| 6 de julio de 1989 | Ecuador | 0:0 | Bolivia | Estadio Serra Dourada, Goiânia                                  |  |
|                    |         |     |         | Asistencia: 3000 espectadores Árbitro(s): Jesús Díaz (Colombia) |  |

| 6 de julio de 1989 | Uruguay                                    | 3:0 (1:0) | Chile | Estadio Serra Dourada, Goiânia                                |                                                               |
|                    | Sosa 44' · Alzamendi 73' · Francescoli 78' |           |       | Asistencia: 3000 espectadores Árbitro(s): José Ramírez (Perú) | Asistencia: 3000 espectadores Árbitro(s): José Ramírez (Perú) |

| 8 de julio de 1989 | Chile                                                                 | 5:0 (2:0) | Bolivia | Estadio Serra Dourada, Goiânia                                          |                                                                         |
|                    | Olmos 9' · Ramírez 10' · Astengo 55' · Pizarro 68' (pen.) · Reyes 85' |           |         | Asistencia: 3000 espectadores Árbitro(s): Arnaldo Cézar Coelho (Brasil) | Asistencia: 3000 espectadores Árbitro(s): Arnaldo Cézar Coelho (Brasil) |

| 8 de julio de 1989 | Argentina    | 1:0 (0:0) | Uruguay | Estadio Serra Dourada, Goiânia                                    |                                                                   |
|                    | Caniggia 69' |           |         | Asistencia: 18 000 espectadores Árbitro(s): Jesús Díaz (Colombia) | Asistencia: 18 000 espectadores Árbitro(s): Jesús Díaz (Colombia) |

| 10 de julio de 1989 | Chile                    | 2:1 (1:0) | Ecuador    | Estadio Serra Dourada, Goiânia                                     |                                                                    |
|                     | Olmos 44' · Letelier 88' |           | 89' Avilés | Asistencia: 2000 espectadores Árbitro(s): Carlos Maciel (Paraguay) | Asistencia: 2000 espectadores Árbitro(s): Carlos Maciel (Paraguay) |

| 10 de julio de 1989 | Argentina | 0:0 | Bolivia | Estadio Serra Dourada, Goiânia                                         |  |
|                     |           |     |         | Asistencia: 5000 espectadores Árbitro(s): Nelson Rodríguez (Venezuela) |  |

## Fase final
| Selección | Pts. | PJ | PG | PE | PP | GF | GC | Dif. |
| --------- | ---- | -- | -- | -- | -- | -- | -- | ---- |
| Brasil    | 6    | 3  | 3  | 0  | 0  | 6  | 0  | +6   |
| Uruguay   | 4    | 3  | 2  | 0  | 1  | 5  | 1  | +4   |
| Argentina | 1    | 3  | 0  | 1  | 2  | 0  | 4  | –4   |
| Paraguay  | 1    | 3  | 0  | 1  | 2  | 0  | 6  | –6   |

| 12 de julio de 1989 | Uruguay                                   | 3:0 (1:0) | Paraguay | Estadio Maracaná, Río de Janeiro                                            |                                                                             |
|                     | Francescoli 28' · Alzamendi 82' · Paz 89' |           |          | Asistencia: 60 000 espectadores Árbitro(s): Juan Carlos Loustau (Argentina) | Asistencia: 60 000 espectadores Árbitro(s): Juan Carlos Loustau (Argentina) |

| 12 de julio de 1989 | Brasil                   | 2:0 (0:0) | Argentina | Estadio Maracaná, Río de Janeiro                                              |                                                                               |
|                     | Bebeto 48' · Romário 55' |           |           | Asistencia: 110 000 espectadores Árbitro(s): Juan Daniel Cardellino (Uruguay) | Asistencia: 110 000 espectadores Árbitro(s): Juan Daniel Cardellino (Uruguay) |

| 14 de julio de 1989 | Uruguay       | 2:0 (1:0) | Argentina | Estadio Maracaná, Río de Janeiro                                          |                                                                           |
|                     | Sosa 38', 81' |           |           | Asistencia: 45 000 espectadores Árbitro(s): Arnaldo Cézar Coelho (Brasil) | Asistencia: 45 000 espectadores Árbitro(s): Arnaldo Cézar Coelho (Brasil) |

| 14 de julio de 1989 | Brasil                        | 3:0 (1:0) | Paraguay | Estadio Maracaná, Río de Janeiro                                   |                                                                    |
|                     | Bebeto 16', 52' · Romário 58' |           |          | Asistencia: 64 500 espectadores Árbitro(s): Elías Jácome (Ecuador) | Asistencia: 64 500 espectadores Árbitro(s): Elías Jácome (Ecuador) |

| 16 de julio de 1989 | Argentina | 0:0 | Paraguay | Estadio Maracaná, Río de Janeiro                                  |  |
|                     |           |     |          | Asistencia: 90 000 espectadores Árbitro(s): Jesús Díaz (Colombia) |  |

| 16 de julio de 1989 | Brasil      | 1:0 (0:0) | Uruguay | Estadio Maracaná, Río de Janeiro                                  |                                                                   |
|                     | Romário 49' |           |         | Asistencia: 170 000 espectadores Árbitro(s): Hernán Silva (Chile) | Asistencia: 170 000 espectadores Árbitro(s): Hernán Silva (Chile) |

|                           |
| Bandera de Brasil         |
| Campeón Brasil 4.º título |

## Goleadores

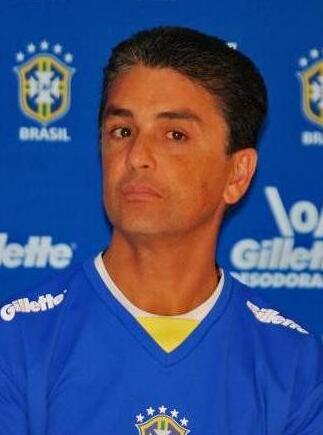
Bebeto fue el goleador del torneo.

6 goles
- Bebeto

4 goles
- Rubén Sosa
- Carlos Maldonado

3 goles
- Romário
- Arnoldo Iguarán

2 goles
- Claudio Caniggia
- Juvenal Olmos
- Buenaventura Ferreira
- Adolfino Cañete
- Alfredo Mendoza
- Gustavo Neffa
- Jorge Hirano
- Antonio Alzamendi
- Enzo Francescoli
- Santiago Ostolaza

1 gol
- Baltazar
- Geovani
- Fernando Astengo
- Juan Carlos Letelier
- Jaime Pizarro
- Jaime Ramírez
- Óscar Reyes
- Antony de Ávila
- René Higuita
- Ney Avilés
- Ermen Benítez
- Franco Navarro
- Juan Reynoso
- Rubén Paz

Autogol
- José del Solar (ante Paraguay)

## Mejor jugador del torneo
- Rubén Sosa.[3]

## Clasificado a la Copa Artemio Franchi 1989 (no oficial)
| Bandera de Brasil |
| Brasil Campeón    |

## Estadísticas
| Equipo | Equipo    | Pts | PJ | PG | PE | PP | GF | GC | Dif |
| ------ | --------- | --- | -- | -- | -- | -- | -- | -- | --- |
| 1      | Brasil    | 12  | 7  | 5  | 2  | 0  | 11 | 1  | +10 |
| 2      | Uruguay   | 8   | 7  | 4  | 0  | 3  | 11 | 3  | +8  |
| 3      | Argentina | 7   | 7  | 2  | 3  | 2  | 2  | 4  | -2  |
| 4      | Paraguay  | 7   | 7  | 3  | 1  | 3  | 9  | 10 | -1  |
| 5      | Chile     | 4   | 4  | 2  | 0  | 2  | 7  | 5  | +2  |
| 6      | Colombia  | 4   | 4  | 1  | 2  | 1  | 5  | 4  | +1  |
| 7      | Ecuador   | 4   | 4  | 1  | 2  | 1  | 2  | 2  | 0   |
| 8      | Perú      | 3   | 4  | 0  | 3  | 1  | 4  | 7  | -3  |
| 9      | Bolivia   | 2   | 4  | 0  | 2  | 2  | 0  | 8  | −8  |
| 10     | Venezuela | 1   | 4  | 0  | 1  | 3  | 4  | 11 | –7  |